# Heinersdorf (Langenzenn)
Heinersdorf (fränkisch: Hoasch-doaf) ist ein Gemeindeteil der Stadt Langenzenn im Landkreis Fürth (Mittelfranken, Bayern). Heinersdorf liegt in der Gemarkung Laubendorf.

## Geographie
Das Dorf liegt am Südufer der Zenn. Unmittelbar östlich befindet sich der Ort Lohe, jenseits der Zenn der Spitalwald und Laubendorf. Im Südwesten grenzt das Sandgaßfeld an, im Südosten die Flurgebiete Bollstatt und Egelweiher. Die Staatsstraße 2252 führt nach Wilhermsdorf (2,1 km südwestlich) bzw. nach Lohe (0,9 km östlich). Eine Gemeindeverbindungsstraße führt zur Kreisstraße FÜ 18 bei Meiersberg (2,5 km südlich).

## Geschichte
Der Ort wurde möglicherweise 1169/70 als „Hunesdorf“ erstmals urkundlich erwähnt. Nicht erklärbar wäre jedoch der Wechsel zu „Heinrichsdorf“, wie der Ort im burggräflichen Urbar des Amtes Cadolzburg von 1360/70 genannt wurde. Zu dieser Zeit gab es im Ort 9 burggräfliche Güter. 1535 wurden im markgräflichen Salbuch des Amtes Langenzenn von 1535 für den Ort 15 Anwesen verzeichnet, von denen zwölf markgräflich und drei nürnbergisch waren. Außerdem gab es noch kommunale Gebäude (Badstube, Schmiede). 1632 wurde der Ort in Folge des Dreißigjährigen Krieges verwüstet, so dass nur noch zwei Höfe besetzt waren.
Gegen Ende des 18. Jahrhunderts gab es in Heinersdorf 20 Anwesen. Das Hochgericht und die Dorf- und Gemeindeherrschaft übte das brandenburg-ansbachische Stadtvogteiamt Langenzenn aus. Grundherren waren das Kastenamt Cadolzburg (3 Höfe, 9 Güter, 1 Mühle, 1 Haus), das Klosteramt Langenzenn (2 Güter, 1 Haus), das Spital Langenzenn (1 Viertelhof), die Deutschordenskommende Nürnberg (1 Gut) und der Nürnberger Eigenherr von Oelhafen (1 Hof).
Von 1797 bis 1808 unterstand der Ort dem Justiz- und Kammeramt Cadolzburg. Im Rahmen des Gemeindeedikts wurde Heinersdorf dem 1808 gebildeten Steuerdistrikt Laubendorf und der im selben Jahr gebildeten Ruralgemeinde Laubendorf zugeordnet.
Am 1. Juli 1972 wurde Heinersdorf im Zuge der Gebietsreform in Bayern nach Langenzenn eingegliedert.

### Baudenkmal
- Äußere Windsheimer Str. 50: Heinersdorfer Mühle[10]

### Einwohnerentwicklung
| Jahr      | 001818 | 001840 | 001861 | 001871 | 001885 | 001900 | 001925 | 001950 | 001961 | 001970 | 001987 | 002019 |
| Einwohner | 122    | 124    | 140    | 138    | 133    | 115    | 115    | 197    | 153    | 151    | 311    | 388    |
| Häuser    | 21     | 21     |        |        | 20     | 21     | 21     | 21     | 26     |        | 80     |        |
| Quelle    | [ 12 ] | [ 13 ] | [ 14 ] | [ 15 ] | [ 16 ] | [ 17 ] | [ 18 ] | [ 19 ] | [ 20 ] | [ 21 ] | [ 22 ] | [ 1 ]  |

## Religion
Der Ort ist seit der Reformation evangelisch-lutherisch geprägt und bis heute in die Trinitatiskirche (Langenzenn) gepfarrt. Die Einwohner römisch-katholischer Konfession waren ursprünglich nach St. Michael (Wilhermsdorf) gepfarrt, heute ist die Pfarrei St. Marien (Langenzenn) zuständig.